# Mikołaj (hrabia Monpezat)
Mikołaj Glücksburg (duń. Nikolai William Alexander Frederik; ur. 28 sierpnia 1999 w Kopenhadze) – hrabia Monpezat, najstarszy wnuk królowej Danii, Małgorzaty II. Jest najstarszym synem księcia Danii, Joachima Glücksburga, oraz jego pierwszej żony, Aleksandry Manley. Obecnie zajmuje szóste miejsce w linii sukcesji do duńskiego tronu – za swoim ojcem, a przed młodszym bratem – Feliksem.

## Życiorys
Urodził się 28 sierpnia 1999 roku w Kopenhadze jako pierworodne dziecko księcia Danii, Joachima Glücksburga, oraz jego pierwszej żony, Aleksandry Manley. Po swoich narodzinach zajął trzecie miejsce w linii sukcesji do duńskiego tronu – za swoim stryjem i ojcem. Był najstarszym wnukiem królowej Danii, Małgorzaty II.
Został ochrzczony w wierze luterańskiej 6 listopada 1999 roku w kaplicy pałacu Fredensborg. Jego rodzicami chrzestnymi zostali: jego stryj, Fryderyk Glücksburg (książę koronny Danii), oraz ciotka, Nicola Baird, a także: Edward Mountbatten-Windsor (hrabia Wesseksu), Peter Steentrup i Camilla Flint.
8 kwietnia 2005 jego rodzice rozwiedli się. Od tamtej pory wspólnie sprawowali opiekę nad Mikołajem i jego młodszym bratem, Feliksem.
29 kwietnia 2008 Mikołaj otrzymał tytuł hrabiego Monpezat.
24 maja 2008 jego ojciec ożenił się ponownie. Jego wybranką została pochodząca z Francji Maria Cavallier. Ma przyrodniego brata, Henryka, oraz siostrę, Atenę.
28 września 2022 roku ogłoszono, że od początku następnego roku Mikołaj straci swoje prawo do posługiwania się tytułem Jego Wysokości księcia Danii. Zamiast tego będzie nazywany Jego Ekscelencją hrabią Monpezat. Decyzja królowej Małgorzaty II w tym zakresie była podyktowana jej chęcią „stworzenia ramy, dzięki której czwórka (jej) wnucząt będzie mogła w znacznie większym stopniu kształtować własne życie”. Spotkało się to jednak z dość ostrą reakcją matki Mikołaja – Aleksandry Manley – która stwierdziła, że decyzja była „jak grom z jasnego nieba” i spowodowała, że jej dzieci poczuły się „wykluczone” i „nie mogą zrozumieć, dlaczego odbiera im się ich tożsamość”. W odpowiedzi na to rzeczniczka rodziny królewskiej, Lene Balleby, poinformowała, że debata nad odebraniem tytułów książęcych dzieciom księcia Joachima trwała od maja 2022 roku, a sam książę „był zaangażowany i w pełni informowany na każdym etapie tego procesu”.

## Życie prywatne
Od 2017 roku jest związany z modelką, Benedikte Thoustrup, którą poznał w szkole Herlufsholm.

## Tytulatura
28 sierpnia 1999 – 29 kwietnia 2008: Jego Wysokość książę Mikołaj
9 kwietnia 2008 – 1 stycznia 2023: Jego Wysokość książę Mikołaj, hrabia Monpezat
od 1 stycznia 2023: Jego Ekscelencja Mikołaj, hrabia Monpezat